# 4908 Ward
4908 Ward este un asteroid din centura principală, descoperit pe 17 septembrie 1933 de Fernand Rigaux.